# Gavialosuchus
Genre
Gavialosuchus est un genre fossile de crocodiliens de la sous-famille des Tomistominae (famille des Gavialidae) qui vivaient en Europe.

## Historique
Le genre Gavialosuchus a été créé en 1885 par les paléontologues autrichiens Franz Toula (d) (1845-1920) et Johann Alois Kail (d) (1856-1923),.

## Taxonomie
L'espèce type, Gavialosuchus eggenburgensis, est connue du Miocène ancien autrichien.
Albert C. Myrick Jr. (2001) a proposé de synonymiser Gavialosuchus americanus avec Thecachampsa antiqua. Piras (d) et al. (2007) ont cependant préconisé de transférer à la fois G. americanus et G. carolinensis à Thecachampsa en tant qu'espèces distinctes de ce dernier genre. Jouve et al. (2008) ont conservé G. americanus dans Gavialosuchus et ont trouvé qu'il s'agissait du groupe frère de G. eggenburgensis (G. carolinensis n'a pas été discuté). Cependant, Jouve et al. (2008) n'ont pas testé Thecachampsa antiqua dans leur analyse phylogénétique. Shan et al. (2009) ont constaté que G. americanus et G. eggenburgensis ne sont pas des taxons frères. Cependant, ils n'ont pas inclus T. antiqua et G. carolinensis dans leur analyse. Christopher A. Brochu et Glenn W. Storrs (2012) ont testé les quatre espèces, ainsi que d'autres crocodyloidea, et ont trouvé un soutien relativement fort pour la suggestion de Piras et al. (2007). Weems (2018) était d'accord avec Piras et al. (2007) et Brochu & Storrs (2012) que americanus et carolinensis font partie de Thecachampsa.

## Écologie
Contrairement à ses parents d'eau douce modernes, Gavialosuchus était un crocodilien des eaux estuariennes et côtières, vivant dans les eaux marines peu profondes.

## Liste d'espèces
Selon Paleobiology Database (1 juillet 2022) :
- † Gavialosuchus antiquus Leidy, 1852
- † Gavialosuchus eggenburgensis Toula & Kail, 1885 - espèce type

### Publication originale
- [1885] (de) Franz Toula et Johann A. Kail, « Über einen Krokodil−Schädel aus den Tertiärablagerungen von Eggenburg in Niederösterreich: eine paläontologische studie », Denkschriften der Kaiserlichen Akademie der Wissenschaften. Mathematisch-naturwissenschaftliche Klasse, Vienne, vol. 50,‎ 1885, p. 299-355 (ISSN 0379-0207, OCLC 1478736, lire en ligne). .